# Благоје Глозић
Благоје Глозић (Нова Божурна, код Прокупља, 19. август 1939 — Ниш, 1. јун 1995) био је књижевник и новинар.

## Биографија
Благоје Глозић рођен је у селу Нова Божурна, надомак Прокупља, у породици Ђорђа Глозића и мајке Лепосаве Mилошевић. 
Основну школу и гимназију завршио је у Прокупљу, а српскохрватски језик и књижевност са руским језиком на Вишој педагошкој школи у Нишу и, потом, социологију на Филозофском факултету у Нишу.
Најпре је почео да ради као новинар „Топличких новина“ у Прокупљу, да би касније био њихов главни и одговорни уредник. Један је од креатора књижевног живота у Топлици шездесетих и седамдесетих година прошлога века. С групом топличких песника 1966. године покреће Драинчеве песничке сусрете, оснива књижевно друштво Раде Драинац и покреће часопис „Ток“, чији је први главни уредник. У времену од 1973. до 1980. године дописник је Вечерњих новости из Ниша, а потом уредник Културне рубрике и суботњег броја Народних новина. Писао је поезију, прозу и књижевну критику. У „Народним новинама“ објавио је велики број приказа нових књига. Био је члан Друштва књижевника и књижевних преводилаца Ниша. Поезијом је заступљен у више избора и антологија и превођен на стране језике. Књижевна омладина Прокупља 1995. године установила је награду за поезију која носи његово име.

## Књиге
- Небо Божурне, песме, Драинац, Прокупље, 1968,
- Ушћем до извора, песме, Литера, Ниш, 1978,
- Говор шуме, драмска поема, Народне новине, Ниш, 1981,
- Летње игре, песме, Градина, Ниш, 1981,
- Метак у чело, Нова Југославија, песме, Врање, 1985,
- Вирови моравски, песме, Градина, Ниш, 1990,
- Цветилиште, песме, Агенција Лист, Ниш, 1994.

## Награде и признања
- Признање „Вечерњих новости“ за допринос развоју листа,
- Награда КПЗ Ниша за изузетно достигнуће у култури,
- Медаља за војничке заслуге у ЈНА,